# Daniel Czekelius (mérnök)
Daniel Czekelius, magyaros írásmóddal Czekelius Dániel (Nagyszeben, 1806. december 12. – Nagyszeben, 1871. október 17.) mérnök.

## Életpályája
1827–1830 között a Bécsi Műszaki Egyetemen tanult, majd beutazta Németországot, Tirolt és Magyarországot. Hazatérve bányamérnökként dolgozott Nagyszebenben, Vajdahunyadon és Temesváron. 1868-tól Erdély főmérnöke volt.

## Nyomtatásban a következő értekezései jelentek meg
- Fundort eines fossilen Elephantenzahnes (Verhandlungen und Mittheil. des siebenb. Vereins für Naturkunde 1852.)
- Ueber das Vorkommen eines Stosszahnes des vorweltl. Elephanten nächst Reussen im Hermannstädter Bezirk (Uo.)
- Das Alluvium in Siebenbürgen (Uo. 1853.)
- Ueber die Verbreitung der Salzquellen und des Steinsalzes in Siebenbürgen (Uo. 1854.)
- Notizen über die Thermen von Oláh-Toplicza, Lunka-Peszkár und Csik-Tapolcza (Uo. 1866.)